# Grönå
Grönå, även benämnd Grönån, är en å i Hålanda och Skepplanda socknar i Ale kommun i Västergötland. Grönå rinner ut i Göta älv vid gården Hamnen norr om Älvängen. Grönå avvattnar bland annat Holmevattnet och Hålsjön. I Grönå rinner Sörån (Slereboån) och Forsån ut, den förra mellan Blinneberg och Färdsle i Skepplanda socken och den senare mellan Vadbacka och Fors, strax sydväst om Skepplanda. Biflödena har haft många vattenkvarnar och en del sågverk, vissa har omvandlats till småskaliga vattenkraftverk. Vid Grönå ligger naturreservatet Rapenskårs lövskogar som ingår i EU-nätverket Natura 2000. Biflödena Sörån och Forsån rinner genom, alternativt avvattnar, flera naturreservat i vildmarksområdet Risveden. 
Vid flera tidigare kvarnar och sågar finns laxtrappor för att den speciella Grönålaxen (ett särskilt bestånd av den annars utdöda Göta älv-laxen) skall nå sina lekområden. Grönå var segelbar upp till Tors bro och Grönköp nära Vadbacka där Forsån rinner ut ända till 1922. Sörån och Grönå användes till att flotta timmer från Risvedens inre till Grönköp där det lastades på båtar. Flottningen upphörde på 1930-talet. Före Freden i Roskilde 1658 då Bohuslän tillföll Sverige fanns en tullstation vid gården Hamnen nordöst om Älvängen.

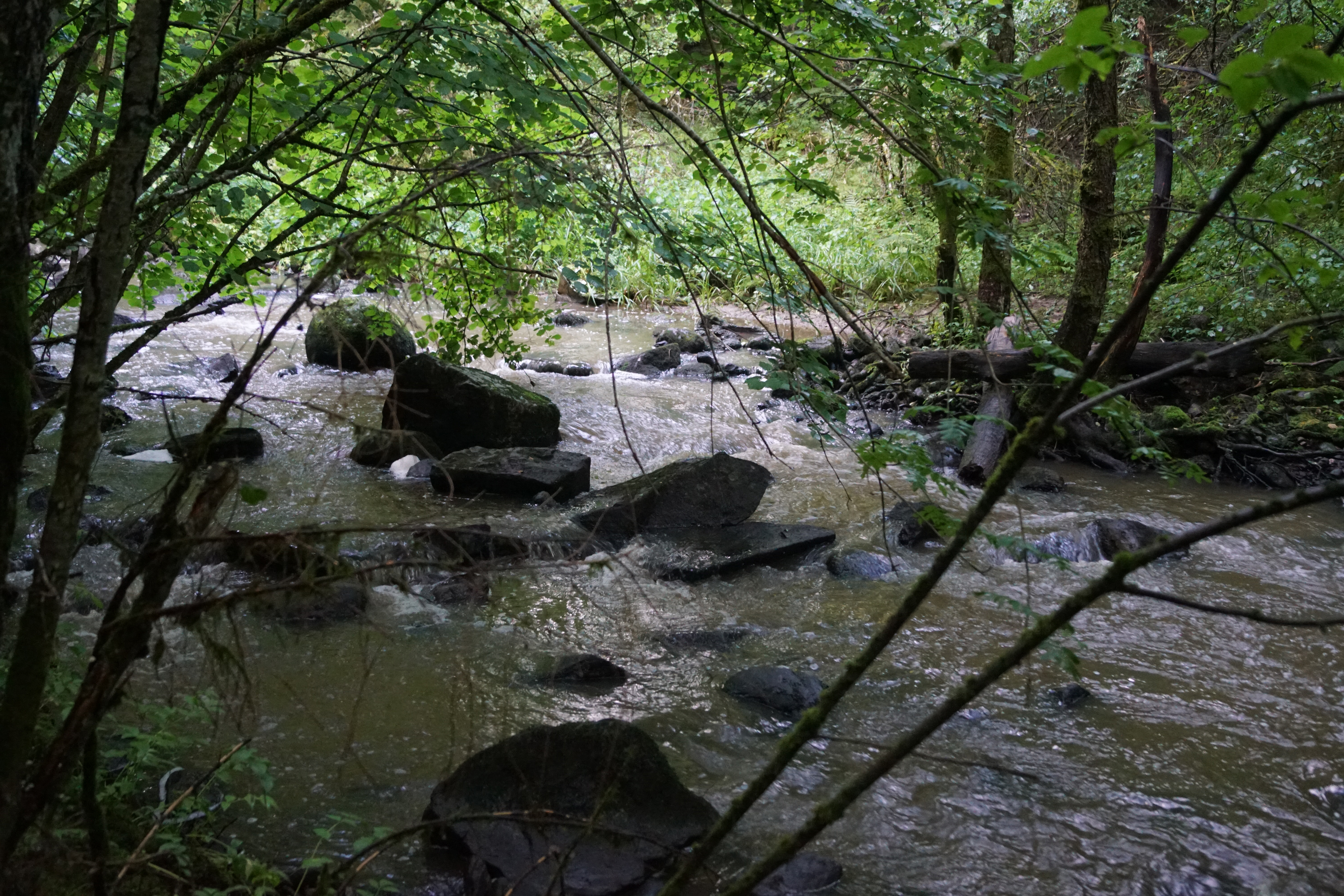
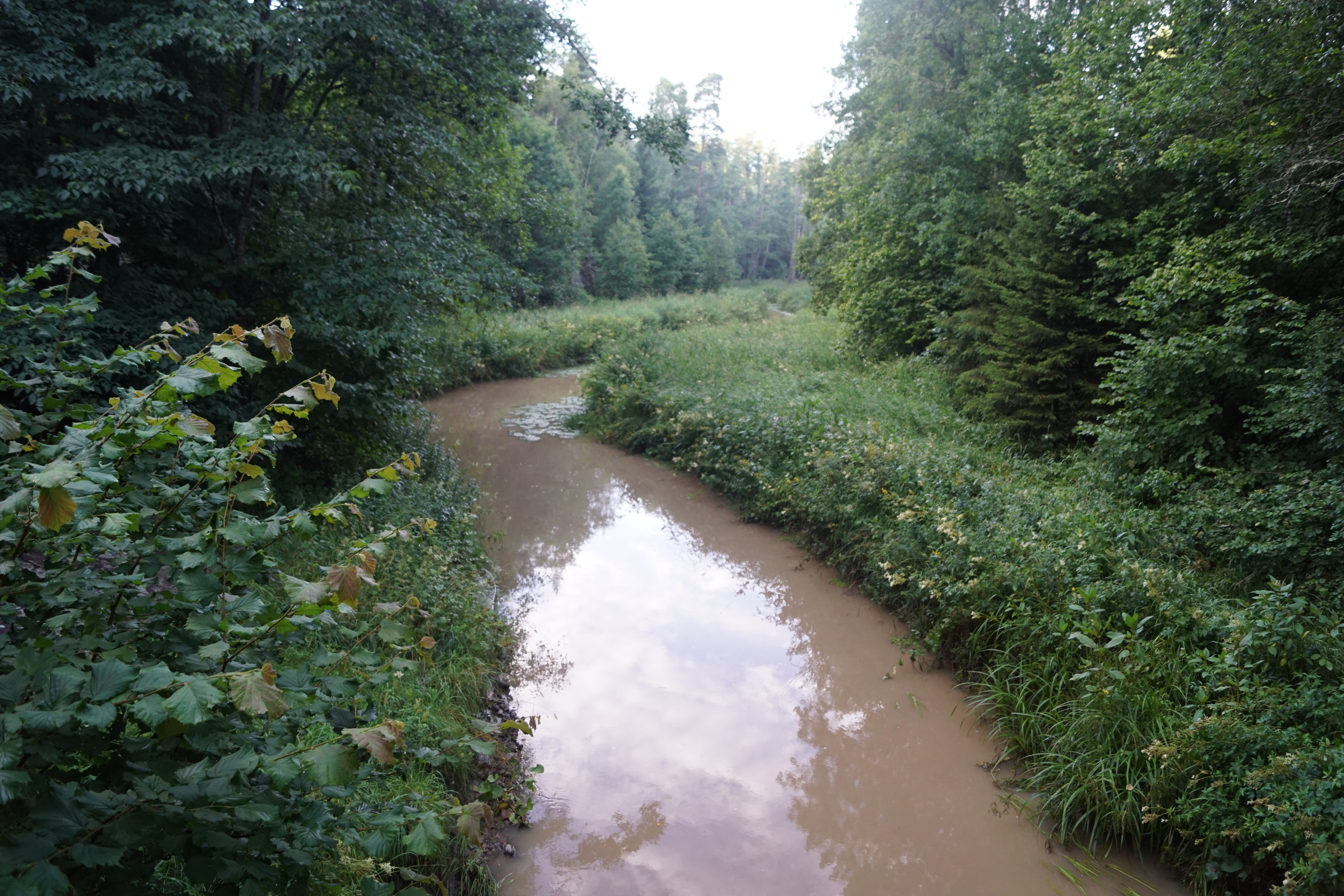
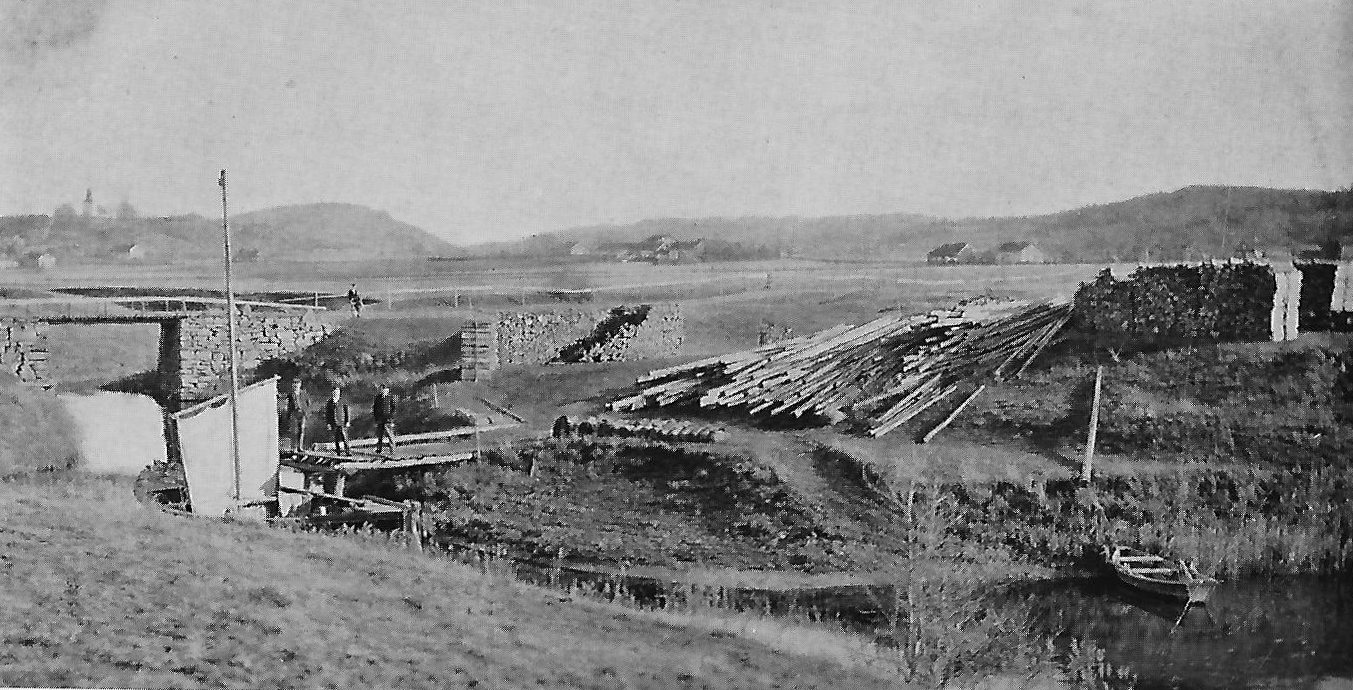
Lastageplatsen vid Tors bro före 1922.